# Euopius pygmosoma
Euopius pygmosoma är en stekelart som beskrevs av Fischer 1969. Euopius pygmosoma ingår i släktet Euopius och familjen bracksteklar. Inga underarter finns listade i Catalogue of Life.